# Kosovare Asllani
Kosovare Asllani (* 29. Juli 1989 in Kristianstad) ist eine schwedische Fußballspielerin. Die Mittelfeldspielerin debütierte 2008 in der schwedischen Nationalmannschaft. Von 2022 bis 2024 spielte sie für den AC Mailand in der Serie A, seit 2024 für die London City Lionesses. Zuvor spielte sie bereits in den USA, England, Frankreich und Spanien sowie in ihrer Heimat Schweden. Mit 203 Länderspielen und 50 Toren liegt sie in den Ranglisten der Schwedinnen auf dem 3. bzw. 6. Platz.

## Werdegang

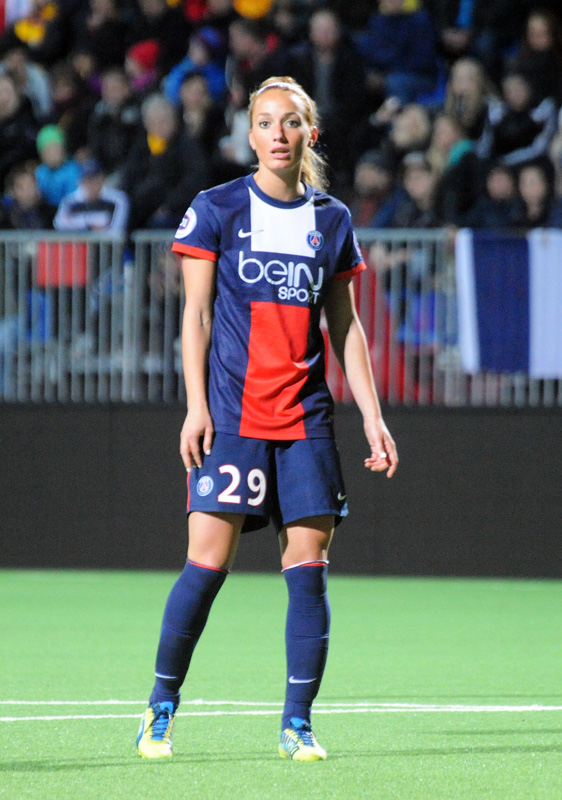
Asllani im Trikot von PSG

Asllani wurde in Kristianstad als Tochter kosovo-albanischer Einwanderer geboren. Asllani begann mit dem Fußballspielen bei Vimmerby IF. Als Jugendliche empfahl sie sich für die Jugendauswahlmannschaften des Svenska Fotbollförbundet. Dadurch rückte sie auch in die Notizbücher höherklassiger Klubs und wurde 2007 vom in der erstklassigen Damallsvenskan antretenden Verein Linköpings FC verpflichtet. Parallel zu ihrem Debüt in der ersten Liga hielt sie sich in den Juniorennationalmannschaften und nahm mit der U-19-Auswahl an der Europameisterschaft 2008 teil, bei der sie mit der Mannschaft im Halbfinale am späteren Europameister Italien scheiterte.
Als Stammspielerin in der Erstligaspielzeit 2008 empfahl sich Asllani mit 21 Ligaeinsätzen, in denen sie neun Tore erzielte, für die schwedische Nationalmannschaft. Am 27. September des Jahres debütierte sie beim 2:0-Erfolg über die rumänische Nationalmannschaft durch Tore von Therese Sjögran und Nilla Fischer in der Auswahlmannschaft. Sie hielt sich in der Landesauswahl und wurde von Nationaltrainer Thomas Dennerby in den Kader für die Europameisterschaft 2009 in Finnland aufgenommen, bei der sie in vier Spielen ein Tor erzielte. Für die WM in Deutschland 2011 wurde sie nicht berücksichtigt, stand aber im schwedischen Kader für die Olympischen Spiele 2012, bei denen sie in allen vier Spielen eingesetzt war.
Im September 2012 wechselte Asllani zum französischen Erstdivisionär Paris Saint-Germain.
2013 gehörte sie zum schwedischen Kader bei der EM-Endrunde und kam in allen fünf Spielen zum Einsatz, schied aber im Halbfinale gegen Titelverteidiger Deutschland aus. Im Viertelfinale gegen Island hatte sie beim 4:0 ihr zweites EM-Endrundentor erzielt. Im Mai 2015 wurde sie für die WM 2015 nominiert.
2015 stieß sie mit Paris Saint-Germain in das Europapokalendspiel vor, unterlag dort aber dem 1. FFC Frankfurt. Vor dem Spiel im Friedrich-Ludwig-Jahn-Sportpark äußerte sie sich kritisch über den Austragungsort des Finales.
In der Winterpause 2015/16 löste sie ihren Vertrag mit dem Hauptstadtklub, bei dem sie zuletzt kaum noch zur Startformation zählte, vorzeitig auf. Am 22. Januar 2016 verpflichtete sie sich bis zum 30. Juni 2017 beim Manchester City Ladies FC in der FA Women’s Super League.
Bei der WM stand sie im ersten Gruppenspiel gegen Nigeria in der Startelf, wurde dann gegen die USA nicht berücksichtigt und gegen Australien erst 15 Minuten vor dem Spielende eingewechselt. Im Achtelfinale gegen Deutschland wurde sie erst in der 67. Minute beim Stand von 0:2 eingewechselt, konnte ihrer Mannschaft aber keine neuen Impulse verleihen und verlor dann mit 1:4, wodurch die WM für Schweden vorzeitig beendet war. Da es vier europäische Mannschaften gab, die im Achtelfinale ausgeschieden waren, wurde zur Ermittlung des dritten europäischen Olympiateilnehmers ein Qualifikationsturnier angesetzt. Asllani wurde für das Turnier aber nicht berücksichtigt, bei dem sich Schweden für die Olympischen Spiele in Rio de Janeiro qualifizierte. Dort wurde sie in allen Spielen eingesetzt. Im Elfmeterschießen des Viertelfinales gehörte sie zu den erfolgreichen schwedischen Schützinnen, im Elfmeterschießen des Halbfinales gegen den Gastgeber Brasilien verschoss sie aber als einzige Schwedin. Da aber auch zwei Brasilianerinnen verschossen, zogen die Schwedinnen erstmals ins Finale der Olympischen Spiele. Das wurde dann aber gegen Deutschland mit 1:2 verloren.
In der Qualifikation für die EM 2017 wurde sie nur in den letzten vier Spielen eingesetzt, spielte da aber über die volle Distanz und erzielte drei Tore. Schweden qualifizierte sich als Gruppensieger im vorletzten Spiel. Bei der EM wurde sie in den vier Spielen eingesetzt, schied aber im Viertelfinale gegen den Gastgeber und späteren Sieger Niederlande aus. Einen Monat vor der EM hatte sie am 8. Juni 2017 bei der 0:1-Niederlage in Göteborg gegen die USA ihr 100. Länderspiel gemacht.
In der Qualifikation für die WM 2019 wurde sie in allen sieben ausgetragenen Spielen eingesetzt und erzielte vier Tore, die meisten der schwedischen Spielerinnen. Am 16. Mai wurde sie auch für die WM nominiert. Bei der WM wurde sie ebenfalls in allen sieben Spielen eingesetzt, wobei sie drei Tore erzielte. Als Gruppenzweite erreichten sie die K.-o.-Runde, wo sie im Achtelfinale mit 1:0 gegen Kanada gewannen. Im Viertelfinale gewannen die Schwedinnen nach 24 Jahren wieder ein Pflichtspiel gegen die deutsche Mannschaft und qualifizierten sich damit für die Olympischen Spiele 2020. Im Halbfinale unterlagen sie Europameister Niederlande nach Verlängerung, konnten dann aber das Spiel um Platz 3 gegen England gewinnen.
Kurz nach dem Sieg im Spiel um Platz 3 löste Asllani am 15. Juli 2019 ihren Vertrag in Linköping auf und unterschrieb drei Tage später am 18. Juli 2019 beim CD Tacón mit anschließenden Vertrag ab der Saison 2020 bei Real Madrid, die 2020/2021 die Lizenz von Tacon übernehmen. Sie ist damit die erste Spielerin, die bei der Frauenfußball-Abteilung von Madrid einen Vertrag unterschrieb. In ihrer ersten Saison war sie mit 16 Toren beste Torschützin der Königlichen und wurde Vizemeisterin. Am Ende der Spielzeit 2021/2022 verließ Asllani den Verein und unterschrieb beim AC Mailand einen Zweijahresvertrag.
Sie wurde auch für die wegen der COVID-19-Pandemie um ein Jahr verschobenen Olympischen Spiele 2020 nominiert. Bei den Spielen wurde sie in allen sechs Spielen eingesetzt. Das zweite Gruppenspiel gegen Australien war ihr 150. Länderspiel. Nur im dritten Gruppenspiel gegen Neuseeland, bei dem einige Stammspielerinnen nach den beiden vorherigen Siegen geschont wurden, stand sie nicht in der Startelf und wurde erst in der 85. Minute eingewechselt. Im Viertelfinale gegen die Gastgeberinnen erzielte sie durch einen verwandelten Handelfmeter das Tor zum 3:1-Endstand. In der Schlussminute wurde sie ausgewechselt. Im Finale gegen Kanada bereitete sie das 1:0 ihrer Mannschaft vor. Da den Kanadierinnen aber der Ausgleich gelang und danach kein weiteres Tor fiel, kam es zum Elfmeterschießen, in dem sie als erste von vier Schwedinnen verschoss. Zwar konnte die schwedische Torhüterin zwei Elfmeter halten, da aber eine Kanadierin weniger verschoss, sprang für die Schwedinnen wie 2016 „nur“ die Silbermedaille heraus.
Bei der EM-Endrunde in England, die wegen der COVID-19-Pandemie auch um ein Jahr verschoben wurde, wurde sie in den fünf Spielen ihrer Mannschaft eingesetzt und erzielte ein Tor. Mit einer 0:4-Niederlage gegen Gastgeber England schieden die Schwedinnen im Halbfinale aus.
In der erfolgreichen Qualifikation für die WM 2023 wurde sie in fünf Spielen eingesetzt und erzielte drei Tore, darunter das Tor zum 1:1-Ausgleich am 12. April 2022 gegen Irland, wodurch sich die Schwedinnen als erste europäische Mannschaft für die WM-Endrunde qualifizierten.
Sie wurde für die WM-Endrunde 2023 nominiert, kam in sechs der sieben Spiele ihres Teams zum Einsatz und führte dabei jeweils ihre Mannschaft als Kapitänin aufs Feld, da Stammkapitänin Caroline Seger nach längerer Verletzungspause nur gelegentlich eingewechselt wurde. Sie wurde dabei aber viermal in der Schlussphase ausgewechselt. Nur im dritten Gruppenspiel wurde sie wie einige andere Stammspielerinnen geschont. Durch eine 1:2-Niederlage im Halbfinale gegen die Spanierinnen verpasste sie mit ihrer Mannschaft das Finale. Durch einen 2:0-Sieg im Spiel um Platz 3 über die Nationalmannschaft Australiens gewann sie die Bronzemedaille und erzielte als 100. Turniertorschützin das Tor zum 2:0-Endstand.
Nach dem Rücktritt von Caroline Seger wurde sie Kapitänin der Nationalmannschaft. Am 11. Juni 2025 wurde sie für die EM-Endrunde nominiert. Bei der Europameisterschaft absolvierte sie im Vorrundenspiel gegen Dänemark für Schweden ihr 200. Länderspiel. Sie kam auch in den anderen drei Spielen ihrer Mannschaft zum Einsatz und brachte ihre Mannschaft im Viertelfinale in der zweiten Minute mit ihrem 50. Länderspieltor mit 1:0 gegen Titelverteidiger England in Führung. Ihre Mannschaft konnte die Führung in der 25. Minute weiter ausbauen, die bis zur 79. Minute Bestand hatte. Zwei Minuten zuvor war sie ausgewechselt worden. Dann konnten die Engländerinnen innerhalb von zwei Minuten ausgleichen und anschließend das Elfmeterschießen gewinnen. Mit nun 22 EM-Spielen ist sie EM-Rekordspielerin ihres Landes und wird nur von der Deutschen Rekordnationalspielerin Birgit Prinz um ein Spiel übertroffen.

## Erfolge
- 2010: Schwedische Super-Cup-Siegerin mit Linköpings FC (ohne Einsatz im Finale)
- 2009 und 2017: Schwedische Meisterin mit Linköpings FC
- 2016: Englische Meisterin mit Manchester City LFC
- 2016: Englische Ligapokalsiegerin mit Manchester City LFC
- 2016/17: Englische Pokalsiegerin mit Manchester City LFC (ohne Einsatz im Finale)
- 2016: Silbermedaille bei den Olympischen Spielen
- 2018: Algarve-Cup-Sieg (zusammen mit den Niederlanden[21])
- 2019: Dritte der Weltmeisterschaft
- 2021: Silbermedaille bei den Olympischen Spielen 2020 in Tokio
- 2022: Algarve-Cup-Sieg
- 2024/25: Women’s Super League 2 mit London City Lionesses